# Alex (Zug)
| |                 |                                       |                                       |
| |                 |                                       |                                       |
| Kursbuchstrecke (DB): | 930, 855, 875   |                                       |                                       |
| Kursbuchstrecke (SŽ): | 170, 171, 180   |                                       |                                       |
| Streckenlänge: | 438 bzw. 319 km |                                       |                                       |
| |                 |                                       |                                       |
| \| \| 0 \| München Hbf \| München Hbf \| \| \| 41 \| Freising \| Freising \| \| \| 58 \| Moosburg \| Moosburg \| \| \| 76 \| Landshut (Bay) Hbf \| Landshut (Bay) Hbf \| \| \| 95 \| Ergoldsbach \| Ergoldsbach \| \| \| 99 \| Neufahrn (Niederbay) \| Neufahrn (Niederbay) \| \| \| 113 \| Eggmühl \| Eggmühl \| \| \| 130 \| Obertraubling \| Obertraubling \| \| \| 138 \| Regensburg Hbf \| Regensburg Hbf \| \| \| 154 \| Regenstauf \| Regenstauf \| \| \| 166 \| Maxhütte-Haidhof \| Maxhütte-Haidhof \| \| \| \| (Zugteilung in Schwandorf) \| \| \| \| 182 \| Schwandorf \| Schwandorf \| \| \| 226 \| Weiden (Oberpf) \| Weiden (Oberpf) \| \| \| 230 \| Altenstadt (Waldnaab) \| Altenstadt (Waldnaab) \| \| \| 241 \| Windischeschenbach (bis 2023) \| Windischeschenbach (bis 2023) \| \| \| 259 \| Wiesau (Oberpf) \| Wiesau (Oberpf) \| \| \| 277 \| Marktredwitz \| Marktredwitz \| \| \| 319 \| Hof Hbf \| Hof Hbf \| \| \| 218 \| Roding \| Roding \| \| \| 230 \| Cham (Oberpf) \| Cham (Oberpf) \| \| \| 249 \| Furth im Wald \| Furth im Wald \| \| \| 256 \| Staatsgrenze Deutschland / Tschechien \| Staatsgrenze Deutschland / Tschechien \| \| \| 272 \| Domažlice \| Domažlice \| \| \| 297 \| Holýšov \| Holýšov \| \| \| 330 \| Plzeň hl.n. \| Plzeň hl.n. \| \| \| 433 \| Praha-Smíchov \| Praha-Smíchov \| \| \| 438 \| Praha hl.n. \| Praha hl.n. \| |                 |                                       |                                       |
| Kopfbahnhof Streckenanfang | 0               | München Hbf                           | München Hbf                           |
| Bahnhof | 41              | Freising                              | Freising                              |
| Bahnhof | 58              | Moosburg                              | Moosburg                              |
| Bahnhof | 76              | Landshut (Bay) Hbf                    | Landshut (Bay) Hbf                    |
| Haltepunkt / Haltestelle | 95              | Ergoldsbach                           | Ergoldsbach                           |
| Bahnhof | 99              | Neufahrn (Niederbay)                  | Neufahrn (Niederbay)                  |
| Bahnhof | 113             | Eggmühl                               | Eggmühl                               |
| Bahnhof | 130             | Obertraubling                         | Obertraubling                         |
| Spitzkehrbahnhof links | 138             | Regensburg Hbf                        | Regensburg Hbf                        |
| Bahnhof | 154             | Regenstauf                            | Regenstauf                            |
| Bahnhof | 166             | Maxhütte-Haidhof                      | Maxhütte-Haidhof                      |
| |                 | (Zugteilung in Schwandorf)            |                                       |
| Strecke · Bahnhof | 182             | Schwandorf                            | Schwandorf                            |
| Strecke · Bahnhof | 226             | Weiden (Oberpf)                       | Weiden (Oberpf)                       |
| Strecke · Haltepunkt / Haltestelle | 230             | Altenstadt (Waldnaab)                 | Altenstadt (Waldnaab)                 |
| Strecke · ehemaliger Bahnhof | 241             | Windischeschenbach (bis 2023)         | Windischeschenbach (bis 2023)         |
| Strecke · Bahnhof | 259             | Wiesau (Oberpf)                       | Wiesau (Oberpf)                       |
| Strecke · Bahnhof | 277             | Marktredwitz                          | Marktredwitz                          |
| Strecke · Kopfbahnhof Streckenende | 319             | Hof Hbf                               | Hof Hbf                               |
| Bahnhof | 218             | Roding                                | Roding                                |
| Bahnhof | 230             | Cham (Oberpf)                         | Cham (Oberpf)                         |
| Bahnhof | 249             | Furth im Wald                         | Furth im Wald                         |
| Grenze | 256             | Staatsgrenze Deutschland / Tschechien | Staatsgrenze Deutschland / Tschechien |
| Bahnhof | 272             | Domažlice                             | Domažlice                             |
| Bahnhof | 297             | Holýšov                               | Holýšov                               |
| Bahnhof | 330             | Plzeň hl.n.                           | Plzeň hl.n.                           |
| Bahnhof | 433             | Praha-Smíchov                         | Praha-Smíchov                         |
| Kopfbahnhof Streckenende | 438             | Praha hl.n.                           | Praha hl.n.                           |

Der alex ist eine Zuggattung des Schienenpersonennahverkehrs in Bayern. Er wird von der Länderbahn im Konzern der Regentalbahn betrieben und im Fahrplan mit ALX abgekürzt. Bis 2010 lautete die offizielle Bezeichnung nach dem ehemaligen Betreiber Arriva-Länderbahn-Express. Bedient wird derzeit eine einzige Route von München über Regensburg und Schwandorf nach Prag (alex Nord). Sie wird in Bayern als Regional-Express-Linie RE 25 bezeichnet, in Tschechien verkehren die Züge hingegen als Eurocity (EC).
Der alex verkehrte in der Vergangenheit auch auf den Linien Nürnberg–Prag (2012 eingestellt) und München–Lindau/Oberstdorf (alex Süd, nach Ausschreibung ab Dezember 2020 an DB Regio verloren) sowie den im Flügelkonzept mit dem RE 25 bedienten Abschnitt Schwandorf–Hof (RE 2), der nach Ausschreibung im Dezember 2023 ebenfalls an DB Regio überging.

## Fahrzeugmaterial
Die Länderbahn bespannt die Züge zwischen München und Regensburg mit fünf EuroSprinter-Lokomotiven (183 001–005), auf den nicht elektrifizierten Abschnitten Regensburg–Schwandorf–Hof beziehungsweise Regensburg–Schwandorf–Furth im Wald mit zwölf EuroRunner-Maschinen (223 061–072), die früher auch auf den Strecken im Allgäu zum Einsatz kamen. Die Diesellokomotiven sind von Alpha Trains angemietet, die Elektrolokomotiven sind von der Hannover Mobilien Leasing.
Als Wagenmaterial kommen, neben den 23 vom Allgäu-Express übernommenen Wagen, 50 zwischen 2007 und 2009 direkt von der Deutschen Bahn angekaufte Abteilwagen zum Einsatz, darunter UIC-X, UIC-Z ex DB sowie UIC-Z ex DR. Nicht mehr im Einsatz sind, ebenfalls von der Deutschen Bahn stammende, n-Wagen. Die vom Allgäu-Express übernommenen Wagen wurden 2003 beim Partner für Fahrzeugausrüstung (PFA) in Weiden modernisiert und bei Betriebsaufnahme 2007 lediglich umlackiert. Einige der Abteilwagen der zweiten Klasse wurden nachträglich mit vergrößerten Fahrradbereichen ausgestattet. Die übrigen Wagen wurden 2007 im DB-Ausbesserungswerk Neumünster und bei VIS Halberstadt grundlegend modernisiert und teilweise nachträglich klimatisiert, im Sommer 2009 folgten nochmal sieben weitere Wagen mit Fahrradbereich (Bauart ABvmdz). Zwischen Dezember 2009 und Dezember 2023 wurden außerdem sieben neu beschaffte Bombardier-Doppelstockwagen mit Niederflureinstieg eingesetzt. Sie wurden danach an die Dänische Staatsbahn DSB abgegeben, da sie auf dem verbliebenen Linienast nach Prag nicht zugelassen sind.

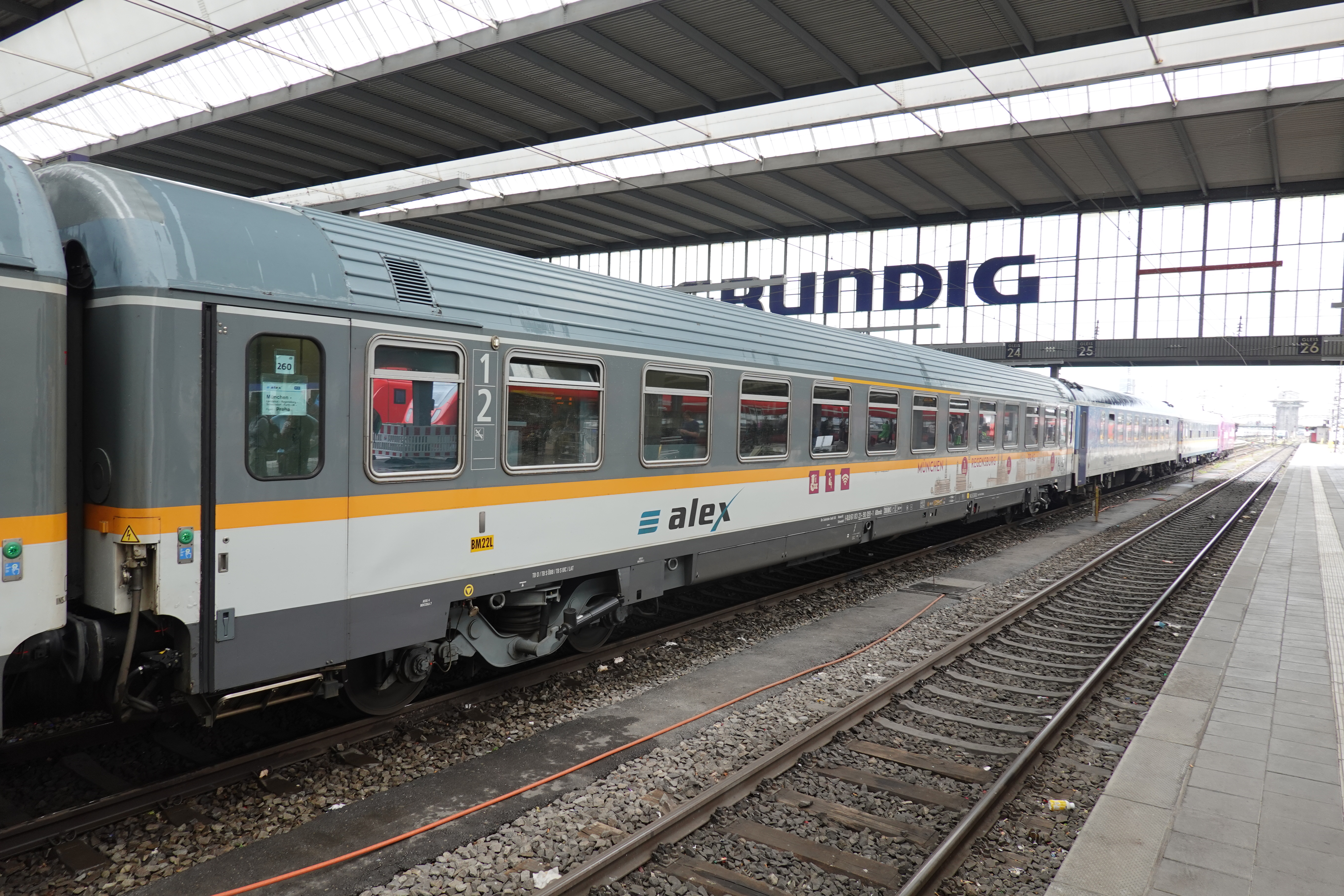
Eurofima-Abteilwagen in München, 2023

Ab Juli 2017 wurden schrittweise 29 gebrauchte, aber modernisierte Eurofima-Abteilwagen der Muttergesellschaft Ferrovie dello Stato Italiane übernommen. Auch die Bestandswagen wurden modernisiert und teils mit neuen Sitzbezügen sowie Informationsbildschirmen ausgestattet.

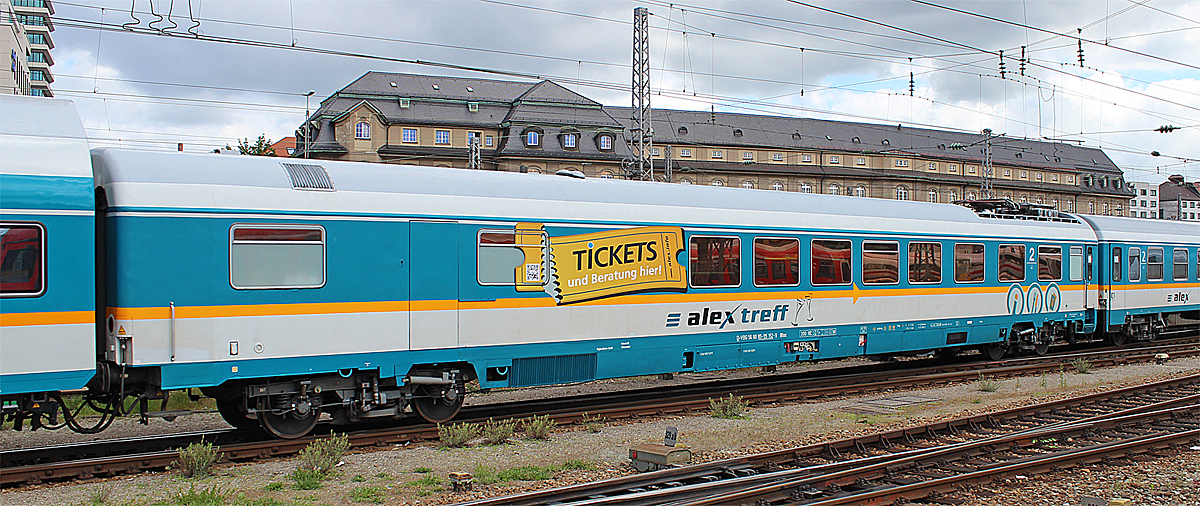
Ehemaliger „alex-treff“-Wagen

Bis zum Fahrplanwechsel 2017 befand sich etwa in der Mitte jedes Zuges der sogenannte alex-treff-Wagen, die damals ersatzlos ausgemustert wurden. In diesem Wagen konnten Fahrkarten auch noch zu Beginn der Fahrt ohne Aufpreis gekauft werden, des Weiteren wurden Snacks und Getränke angeboten. Fahrkarten können jedoch weiterhin im Dienstabteil erworben werden. Auch Snacks und Getränke gibt es weiterhin per mobilen Catering-Service.
Das Farbschema der Fahrzeuge ist weiß mit grünblauem Fensterband beziehungsweise grünblauen Seitenflächen an den Lokomotiven, sowie einem orangegelben Kontraststreifen. Eine Ausnahme bilden die Wagen, die 2017 aus Italien übernommen wurden, die statt den grünblauen graue Streifen aufweisen sowie die zwei ehemaligen Halbspeisewagen der Gattung BRmz. Diese Wagen waren in TEE-Farben lackiert und befanden sich im Innenraum ebenfalls in den Originalfarben. Diese zwei Wagen sind im Eigentum einer Privatperson und waren bis zu ihrer Ausmusterung von der Länderbahn gemietet.

### Fuhrpark
Die Länderbahn verfügt für den Einsatz im alex über folgenden Wagenpark, der großteils mit WLAN und Fahrgastinformationsbildschirmen ausgestattet und, bis auf die Bauart Bm für 200 km/h zugelassen ist:
- 29 klimatisierte Abteilwagen 1. und 2. Klasse (TI-Wagen), übernommen von Trenitalia
- 17 klimatisierte Abteilwagen 1. und 2. Klasse mit behindertengerechter Toilette der Bauart ABvmz, davon 6 Wagen mehrspannungsfähig für den Einsatz nach Tschechien
- 14 Abteilwagen 2. Klasse der Bauart Bm, zugelassen für 160 km/h
- 7 Abteilwagen 2. Klasse der Bauart Bomz
- 5 klimatisierte Abteilwagen 1. Klasse der Bauart Avmz

Die Züge zwischen München und Prag bestehen zudem üblicherweise teilweise aus Großraum- und seit Ende 2023 auch aus Abteilwagen der Tschechischen Bahnen ČD.

## Einsatzgebiete

### Ausschreibungsgeschichte
Als Teilstrecke der bis 2002 verkehrenden Interregio-Linie 25 wurde von 9. Dezember 2007 bis 9. Dezember 2023 die Strecke Hof–München von der Länderbahn bedient, die als Sieger der Ausschreibung durch die Bayerische Eisenbahngesellschaft (BEG) hervorgegangen war. Die Züge verkehrten im Zweistundentakt von München über Regensburg und Schwandorf nach Hof (RE 2) und Prag (RE 25), wobei sie in Schwandorf geflügelt wurden.
Von 2009 bis 2012 fuhren zwei Zugpaare von Nürnberg über Schwandorf nach Prag.
Von 9. Dezember 2007 bis 13. Dezember 2020 bediente der alex zudem die Strecke München–Lindau/Oberstdorf, stellte diese Verbindung zum Fahrplanwechsel am 13. Dezember 2020 nach Verlust der Ausschreibung an DB Regio Bayern jedoch ein.
Ende 2021 wurde bekannt, dass die Ausschreibung für die Linie München–Hof von DB Regio gewonnen wurde und diese somit ab Dezember 2023 ebenfalls nicht mehr von der Länderbahn betrieben wird. Die Ausschreibung für die Linie München–Prag gewann die ÖBB-Tochter Allegra. Im Sommer 2022 wurde die Vergabe an Allegra jedoch revidiert und stattdessen im September 2022 der Zuschlag erneut an die Länderbahn erteilt. Dieser Übergangsvertrag läuft von Dezember 2023 bis Dezember 2027.
Seit Dezember 2023 bedient der alex nur noch die Route München–Regensburg–Prag in einem Zweistundentakt, zur jeweils anderen Stunde verkehrt DB Regio von München über Regensburg nach Hof. Ein einzelnes alex-Zugpaar in Tagesrandlage verkehrt jedoch weiterhin morgens von Hof nach München und abends zurück nach Hof.
Für den Zeitraum nach 2027 sollten die Linien RE 2 und RE 25 erneut ausgeschrieben werden. Im Oktober 2024 hob die Bayerische Eisenbahngesellschaft das Vergabeverfahren jedoch auf, da aus ihrer Sicht kein akzeptables Angebot eingegangen sei. Die Kosten für beide Linien in Summe lägen über eine Milliarde Euro höher als erwartet.

### alex Nord
Zwischen München und Regensburg halten die Züge nur in München Hbf, Freising, Landshut, Neufahrn (Niederbay) und Regensburg Hbf, zweimal täglich als abendliche Tagesrandverbindung Richtung Regensburg auch in Moosburg und einmal täglich auch an weiteren Regionalbahn-Stationen von Landshut bis Regensburg.

#### Betriebsgeschichte

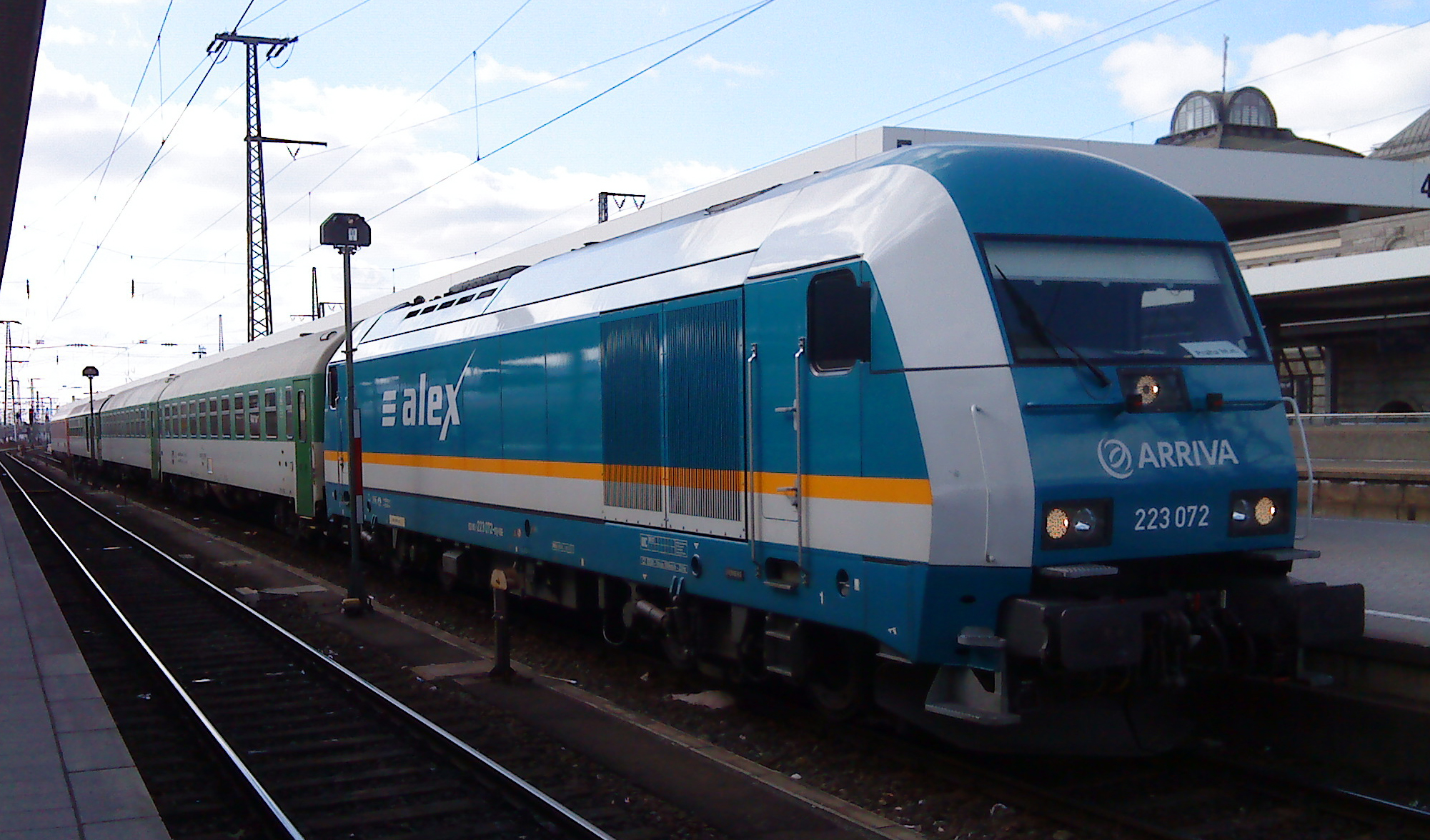
alex nach Prag vor der Abfahrt in Nürnberg Hauptbahnhof

Mit Inkrafttreten des neuen Betreiberkonzeptes wurde auch das Angebot über Regensburg hinaus bis nach Hof verbessert, so dass es wieder annähernd den Stand der Interregio-Bedienung bis 2000 erreicht. Zwischen München und Schwandorf wird dabei mit täglich neun Zugpaaren zwischen 6:44 Uhr und 20:43 Uhr ein Zwei-Stunden-Takt angeboten. Für die 438 Kilometer von München nach Prag benötigte der alex im Jahr 2009 noch 371 Minuten bei einer Durchschnittsgeschwindigkeit von 71 km/h und vier Lokwechseln, 2010 nunmehr 353 Minuten, 74 km/h, drei Lokwechsel. Davon entfallen auf den bayerischen Abschnitt München – Furth im Wald 249 Kilometer in 175 Minuten (85 km/h) mit zwei Lokwechseln, auf den anschließenden tschechischen Abschnitt 189 Kilometer in 186 Minuten (61 km/h) mit einem Lokwechsel.
Die Züge fuhren von Dezember 2007 bis Dezember 2009 ab München um 6:44, 10:44, 14:44, 16:44 (nicht samstags) und 18:43 Uhr bis Hof, um 8:44 Uhr (als Albert Einstein) und 16:43 Uhr (als Franz Kafka) Uhr umsteigefrei über Furth im Wald nach Prag, um 12:44 (mit Anschluss nach Prag) und 20:43 Uhr nach Schwandorf sowie um 22:44 (nicht samstags) und 23:55 Uhr nach Regensburg. Der Zug um 16:44 Uhr ab München wurde in Schwandorf geteilt, ein Zugteil weiter nach Hof geführt, der andere nach Prag. In der Gegenrichtung kamen die Züge, welche München um 9:15, 11:15, 13:15, 17:15 und 21:15 Uhr erreichten, aus Hof, um 15:15 Uhr (Franz Kafka) und 23:24 Uhr (Albert Einstein) aus Prag, um 7:16 (nur montags bis samstags), 9:16 (nur sonntags) sowie um 19:19 Uhr (mit Anschluss von Prag) aus Schwandorf sowie von Montag bis Samstag um 6:15 beziehungsweise an Sonntagen um 7:16 Uhr aus Regensburg.
Seit Dezember 2009 verkehren die beiden Prager Zugpaare um bis zu 18 Minuten beschleunigt als eine vom Freistaat Bayern zusätzlich bestellte Leistung (München ab 9:01 und 17:02 Uhr, an 15:02 und 23:06 Uhr) mit Zwischenhalt von München bis Regensburg teilweise nunmehr in Landshut, sowie Einsatz der Baureihe 223 ohne Lokwechsel in Furth im Wald auch in Tschechien bis Pilsen. Auf dem elektrisch betriebenen Streckenteil zwischen München und Landshut wird durch Instandsetzungen des Unterbaues und Gleiserneuerungen die Höchstgeschwindigkeit auf weiteren Abschnitten von 140 km/h auf 160 km/h erhöht werden.
Zusätzlich verkehrt ein bislang von der DB erbrachter Regionalexpress (München Hauptbahnhof an 8:19 Uhr, Halt Montag bis Freitag nur in Neufahrn (Ndb) und Landshut) als tägliche Gegenleistung des Prager Frühzuges zur Überführung von Lokomotive und Wagen nach München als alex und ab Regensburg um 18:34 Uhr ein zusätzlicher alex mit Zwischenhalt nur in Landshut und Freising, so dass dann 13 alex-Zugpaare (2009: zehn) die Strecke Regensburg–München befahren. Nördlich von Regensburg bleibt es bei den fünf Zugpaaren nach Hof und den beiden nach Prag.
Seit 13. Dezember 2009 verkehrten auch die beiden Zugpaare Nürnberg–Prag als alex, von Nürnberg bis Pilsen ohne Lokwechsel und 15 Minuten schneller. Zusätzlich verkehrte noch je eine Tagesrandverbindung zwischen Schwandorf und Nürnberg vormittags hin und am Abend wieder zurück, um die Lokomotive und Wagen aus dem Betriebswerk Schwandorf nach Nürnberg zu überführen. Dafür wurde die bisherige Regental Cargo 223 072 an die anderen Maschinen angepasst (alex- und Arriva-Schriftzüge) und in den Bestand der Länderbahn aufgenommen. Die 223 072 ist von den anderen Lokomotiven nur noch anhand der Nummer und der fehlenden Zugzielanzeiger zu unterscheiden.
Seit 14. Juni 2009 wurden im Vorlauf für das Betriebsprogramm 2010 die alex-Züge 355 und 357 sowie in der Gegenrichtung die DB-Regionalexpresszüge 350 und 352 zwischen Furth im Wald und Pilsen bereits mit einer Arriva-Lokomotive der Baureihe 223 bespannt, wobei für die DB-Züge in Furth im Wald ein Lokwechsel von der Baureihe 218 auf die Baureihe 223 durchgeführt werden musste. Die Lokomotiven der Baureihe 223 haben für die ČD (České dráhy) vorläufig nur eine Zulassung auf nur 100 km/h, da sie nicht über die tschechische Zugbeeinflussung verfügen.
Zudem gingen seit 7. Dezember 2009 bis zum Fahrplanwechsel sieben neue Doppelstockwagen mit Niederflureinstieg des Herstellers Bombardier Transportation in Betrieb. Diese Wagen mit 126 Sitzplätzen der zweiten Klasse verkehren auf dem Nordast von München nach Hof um die Kapazität dieser Züge zu steigern. Planmäßig wird in jede Garnitur ein Doppelstockwagen eingereiht. Im Unterdeck des Doppelstockwagens ist es für Stammfahrgäste möglich, sich einen festen Sitzplatz mit den Nummern 11–54 zu reservieren. Die Wagenfolge der alex-Züge besteht dabei immer aus einem Wagen mit erster und zweiter Klasse mit Fahrradabteil (ABvmdz), dann einem Doppelstockwagen zweiter Klasse (DBpz), einem alex-treff (BR) und einem weiteren Wagen erster und zweiter Klasse (ABvmz). Dazu kommen noch zwischen München und Regensburg weitere Verstärkerwagen, welche dann zusammen mit der Lokomotive der Baureihe 183 in Regensburg abgehängt werden.
Die grenzüberschreitenden Fahrten des alex werden in Tschechien von den Tschechischen Bahnen (ČD) seit Dezember 2010 als Expresszug (Ex) gefahren und somit im betrieblichen Ablauf bevorrechtigt behandelt. Mit dem Fahrplanwechsel im Dezember 2014 wurden mehrere Verbindungen nach Prag nochmals aufgewertet und verkehren seither in der Tschechischen Republik als Eurocity.
Zum Fahrplanwechsel am 9. Dezember 2012 wurden die zwei alex-Zugpaare von Nürnberg nach Prag wieder eingestellt, da die Nachfrage auf dieser Linie, seitdem die Deutsche Bahn den schnelleren Fernbus auf dieser Relation eingeführt hatte, stark zurückging. Die bisherigen alex-Zugpaare wurden durch Regional-Express-Züge Nürnberg–Schwandorf der Deutschen Bahn ersetzt, in Schwandorf bestand Umsteigemöglichkeit zu zwei damals neu eingeführten alex-Zugpaaren von München nach Prag, wodurch zwischen München und Prag ein Vierstundentakt entstand.
Zum Fahrplanwechsel im Dezember 2017 bestellte die BEG drei zusätzliche alex-Zugpaare zwischen München und Prag, sodass auf dieser Relation ein Zweistundentakt hergestellt wird. Die Zugteile nach Prag und Hof verkehren zwischen München und Schwandorf vereint und werden im Bahnhof Schwandorf geteilt.
Zum Fahrplanwechsel im Dezember 2023 wurde die bisherige Vereinigung und Teilung der alex-Züge in Schwandorf eingestellt. Stattdessen verkehren seitdem die Linien RE 2 nach Hof und RE 25 nach Prag stündlich versetzt zwischen Schwandorf und München. Einzige Ausnahme ist ein einzelner RE 23 in Tagesrandlage, mit dem der alex weiterhin im Flügelkonzept auch nach Hof verkehrt. Durch die Neustrukturierung dieser Routen sollen sich Verspätungen eines Zuges nicht mehr auf andere übertragen und die Fahrtzeit zwischen Regensburg und Hof auch durch den Entfall der Flügelung und Vereinigung um acht Minuten verkürzen, gleichzeitig entsteht dann zwischen München und Schwandorf erstmals ein Stundentakt. Die Linie RE 2 wurde dazu für den Zeitraum von Dezember 2023 bis Dezember 2027 getrennt von der Linie RE 25 ausgeschrieben und an DB Regio vergeben, die Linie RE 25 wird weiterhin von der Länderbahn betrieben.

#### Befahrene Bahnstrecken
- Bahnstrecke München–Regensburg
- Bahnstrecke Regensburg–Oberkotzau
- Bahnstrecke Oberkotzau–Hof
- Bahnstrecke Schwandorf–Furth im Wald
- Bahnstrecke Furth im Wald–Plzeň
- Bahnstrecke Plzeň–Praha

#### Fahrzeugeinsatz

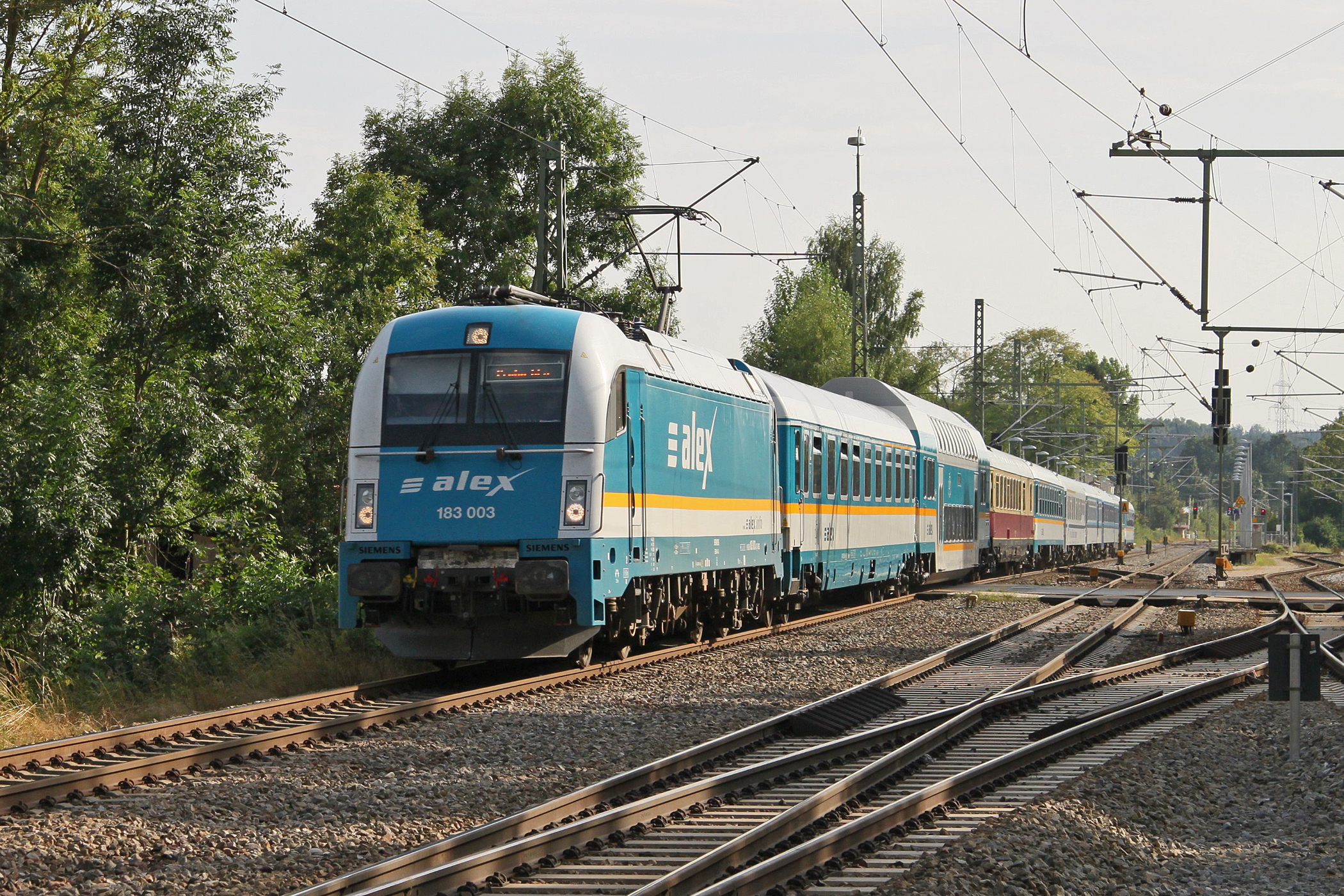
Gemischter alex-Zug nach Prag aus fünf alex-Wagen und mehreren Wagen der ČD

Die Züge nach Hof bestanden bis Anfang Dezember 2009 meist aus fünf Wagen, davon ein Speisewagen und ein Wagen mit erster Klasse. Seit dem Fahrplanwechsel im Dezember 2009 fahren in der Regel nur noch vier Wagen, dafür befindet sich ein Doppelstockwagen im Zug. Zwischen München und Regensburg werden die Züge auf bis zu neun Wagen verstärkt. Das Prager Zugpaar, das München um 15:15 Uhr erreicht und um 16:43 Uhr gemeinsam mit dem Hofer Zugteil wieder verlässt, wird auch weiterhin aus Wagen der ČD gebildet, alle restlichen Züge aus Wagen der Länderbahn.
Alle Züge werden zwischen München Hauptbahnhof und Regensburg Hauptbahnhof von einer der fünf Elektrolokomotiven 183 001–005 gezogen. In Regensburg wird gewendet und dabei die Lokomotive gewechselt.
Von Regensburg nach Schwandorf und Hof wird der Zug mit Diesellokomotiven 223 061–072 bespannt. Die 223 072 wurde erst im September 2009 mit dem alex-Schriftzug versehen und gehört nun komplett zur alex-Flotte. Vorher gehörte sie Regental Cargo und wurde nur bei Bedarf vor alex-Zügen eingesetzt.
Die Züge nach Prag wurden bis Dezember 2009 von Regensburg bis Furth im Wald ebenfalls von einer Diesellokomotive der Baureihe 223 gezogen (wobei in Schwandorf gewendet und die Lokomotive gewechselt wurde). Von Furth im Wald bis Pilsen wurde der Zug mit einer tschechischen Diesellokomotive der Reihe 754 und von Pilsen mit einer tschechischen Elektrolokomotive der Reihe 363 bespannt und bis Prag durch tschechische Reisezugwagen verstärkt.

### alex Süd (eingestellt)
| Kursbuchstrecke (DB): | 970             |                            |                      |
| Streckenlänge: | 220 bzw. 173 km |                            |                      |
| |                 |                            |                      |
| \| \| 0 \| München Hbf \| München Hbf \| \| \| 7 \| München-Pasing \| München-Pasing \| \| \| 22 \| Fürstenfeldbruck \| Fürstenfeldbruck \| \| \| 41 \| Geltendorf \| Geltendorf \| \| \| 55 \| Kaufering \| Kaufering \| \| \| 67 \| Buchloe \| Buchloe \| \| \| 87 \| Kaufbeuren \| Kaufbeuren \| \| \| 93 \| Biessenhofen \| Biessenhofen \| \| \| 111 \| Günzach \| Günzach \| \| \| 130 \| Kempten (Allgäu) Hbf \| Kempten (Allgäu) Hbf \| \| \| 142 \| Martinszell (Allgäu) \| Martinszell (Allgäu) \| \| \| \| (Zugteilung in Immenstadt) \| \| \| \| 152 \| Immenstadt \| Immenstadt \| \| \| 156 \| Blaichach (Allgäu) \| Blaichach (Allgäu) \| \| \| 160 \| Sonthofen \| Sonthofen \| \| \| 163 \| Altstädten (Allgäu) \| Altstädten (Allgäu) \| \| \| 167 \| Fischen \| Fischen \| \| \| 169 \| Langenwang (Schwab) \| Langenwang (Schwab) \| \| \| 173 \| Oberstdorf \| Oberstdorf \| \| \| 169 \| Oberstaufen \| Oberstaufen \| \| \| 182 \| Röthenbach (Allgäu) \| Röthenbach (Allgäu) \| \| \| 186 \| Heimenkirch \| Heimenkirch \| \| \| 197 \| Hergatz \| Hergatz \| \| \| 220 \| Lindau Hbf \| Lindau Hbf \| |                 |                            |                      |
| Kopfbahnhof Streckenanfang (Strecke außer Betrieb) | 0               | München Hbf                | München Hbf          |
| Bahnhof (Strecke außer Betrieb) | 7               | München-Pasing             | München-Pasing       |
| Bahnhof | 22              | Fürstenfeldbruck           | Fürstenfeldbruck     |
| Bahnhof | 41              | Geltendorf                 | Geltendorf           |
| Bahnhof (Strecke außer Betrieb) | 55              | Kaufering                  | Kaufering            |
| Bahnhof (Strecke außer Betrieb) | 67              | Buchloe                    | Buchloe              |
| Bahnhof (Strecke außer Betrieb) | 87              | Kaufbeuren                 | Kaufbeuren           |
| Haltepunkt / Haltestelle | 93              | Biessenhofen               | Biessenhofen         |
| Bahnhof | 111             | Günzach                    | Günzach              |
| Bahnhof (Strecke außer Betrieb) | 130             | Kempten (Allgäu) Hbf       | Kempten (Allgäu) Hbf |
| Haltepunkt / Haltestelle | 142             | Martinszell (Allgäu)       | Martinszell (Allgäu) |
| |                 | (Zugteilung in Immenstadt) |                      |
| Bahnhof (Strecke außer Betrieb) · Strecke (außer Betrieb) | 152             | Immenstadt                 | Immenstadt           |
| Strecke (außer Betrieb) · Bahnhof | 156             | Blaichach (Allgäu)         | Blaichach (Allgäu)   |
| Strecke (außer Betrieb) · Bahnhof (Strecke außer Betrieb) | 160             | Sonthofen                  | Sonthofen            |
| Strecke (außer Betrieb) · Bahnhof | 163             | Altstädten (Allgäu)        | Altstädten (Allgäu)  |
| Strecke (außer Betrieb) · Bahnhof (Strecke außer Betrieb) | 167             | Fischen                    | Fischen              |
| Strecke (außer Betrieb) · Bahnhof | 169             | Langenwang (Schwab)        | Langenwang (Schwab)  |
| Strecke (außer Betrieb) · Kopfbahnhof Streckenende (Strecke außer Betrieb) | 173             | Oberstdorf                 | Oberstdorf           |
| Bahnhof (Strecke außer Betrieb) | 169             | Oberstaufen                | Oberstaufen          |
| Bahnhof (Strecke außer Betrieb) | 182             | Röthenbach (Allgäu)        | Röthenbach (Allgäu)  |
| Haltepunkt / Haltestelle (Strecke außer Betrieb) | 186             | Heimenkirch                | Heimenkirch          |
| Bahnhof (Strecke außer Betrieb) | 197             | Hergatz                    | Hergatz              |
| Kopfbahnhof Streckenende (Strecke außer Betrieb) | 220             | Lindau Hbf                 | Lindau Hbf           |

Zwischen München und Oberstdorf trat der Arriva-Länderbahn-Express ab 7. Dezember 2007 die Nachfolge des ebenso mit alex abgekürzten Allgäu-Express an, der ein Gemeinschaftsunternehmen von Länderbahn und SBB GmbH war. Zum 13. Dezember 2020 wurde der alex Süd aufgrund des Verlusts der Ausschreibung an DB Regio Bayern eingestellt, die modernisierte Triebwagen der Baureihe 612 in Mehrfachtraktion auf den Strecken einsetzt.

#### Betriebsgeschichte

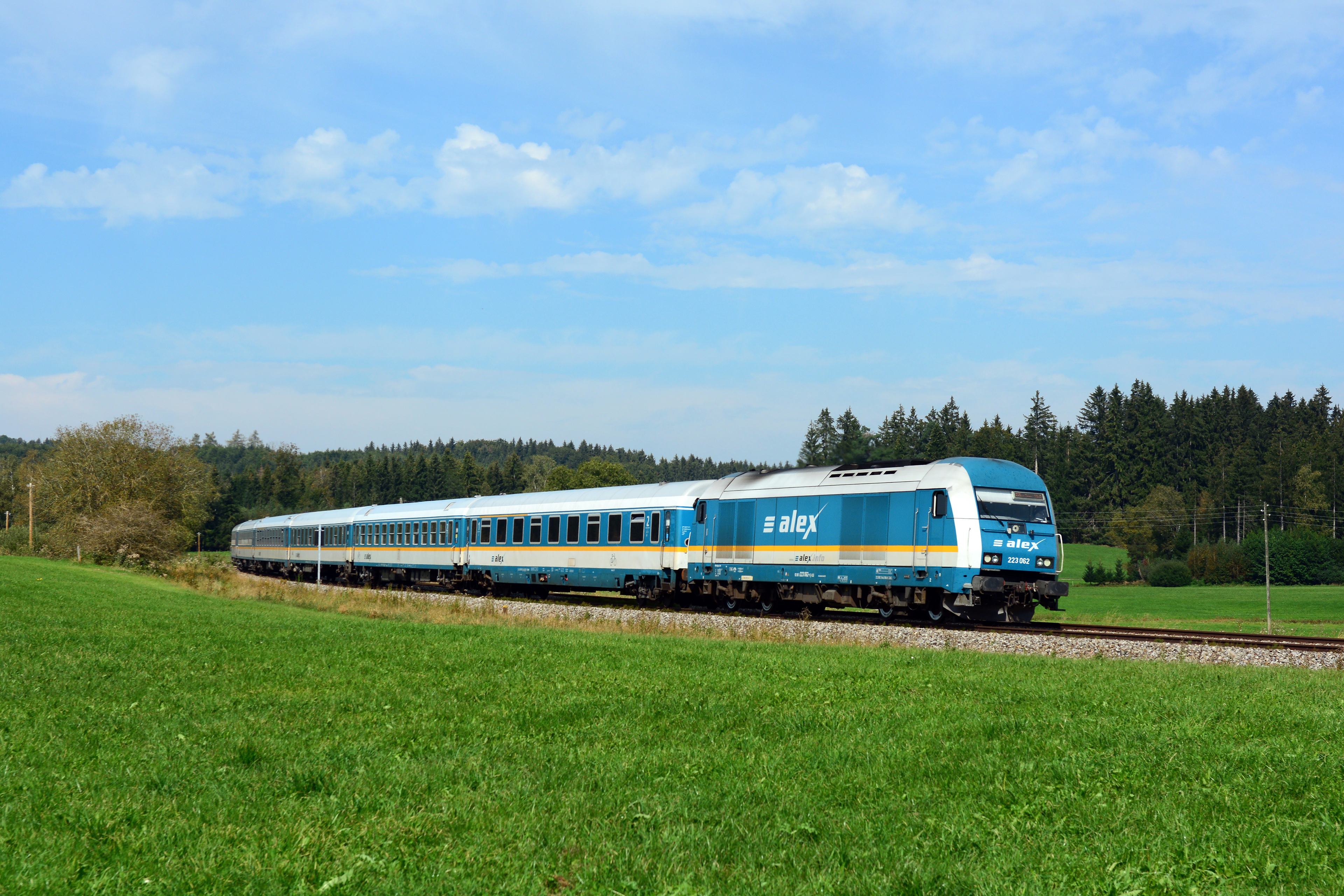
Ehemaliger alex Süd mit einer Lok der Baureihe 223 im Allgäu.

Seit 9. Dezember 2007 wurden auch die Züge von München in Immenstadt geteilt. Ein Zugteil fuhr weiterhin nach Oberstdorf, der andere fortan nach Lindau. In Immenstadt wurden die hinteren Wagen abgehängt, und die Lokomotive fährt mit den ersten drei Wagen weiter nach Lindau. Die hinteren Wagen wurden von einer zweiten Lokomotive nach Oberstdorf gezogen, diese musste dabei wegen der anderen Ausfahrtrichtung aus Immenstadt „hinten“ angehängt werden. Damit erübrigte sich das zuvor notwendige Umsetzen der Lokomotive.
Um für die zusätzliche alex-Leistung Nürnberg–Prag ein Exemplar der Baureihe 223 nach Schwandorf freizusetzen, wurde der Abschnitt Oberstdorf–Immenstadt(–München) seit 1. Dezember 2009 mit einem Eurorunner (223 008 / ER 20 - 008) von MRCE bespannt. Seit Mai 2010 wurde diese ersetzt durch die 2143.18 der Stauden-Verkehrs-Gesellschaft.
Durch einen Schaden an der Lokomotive der Staudenbahn und fehlenden Ersatz war es 2014 zeitweise nicht mehr möglich, in Immenstadt die Flügelzüge zu bilden, so dass zeitweise NE-81-Triebwagen als Ersatz eingesetzt wurden. Auch gab es Probleme durch fehlendes Personal, da Mitarbeiter wegen des bevorstehenden Betreiberwechsels zu anderen Arbeitgebern wechselten.

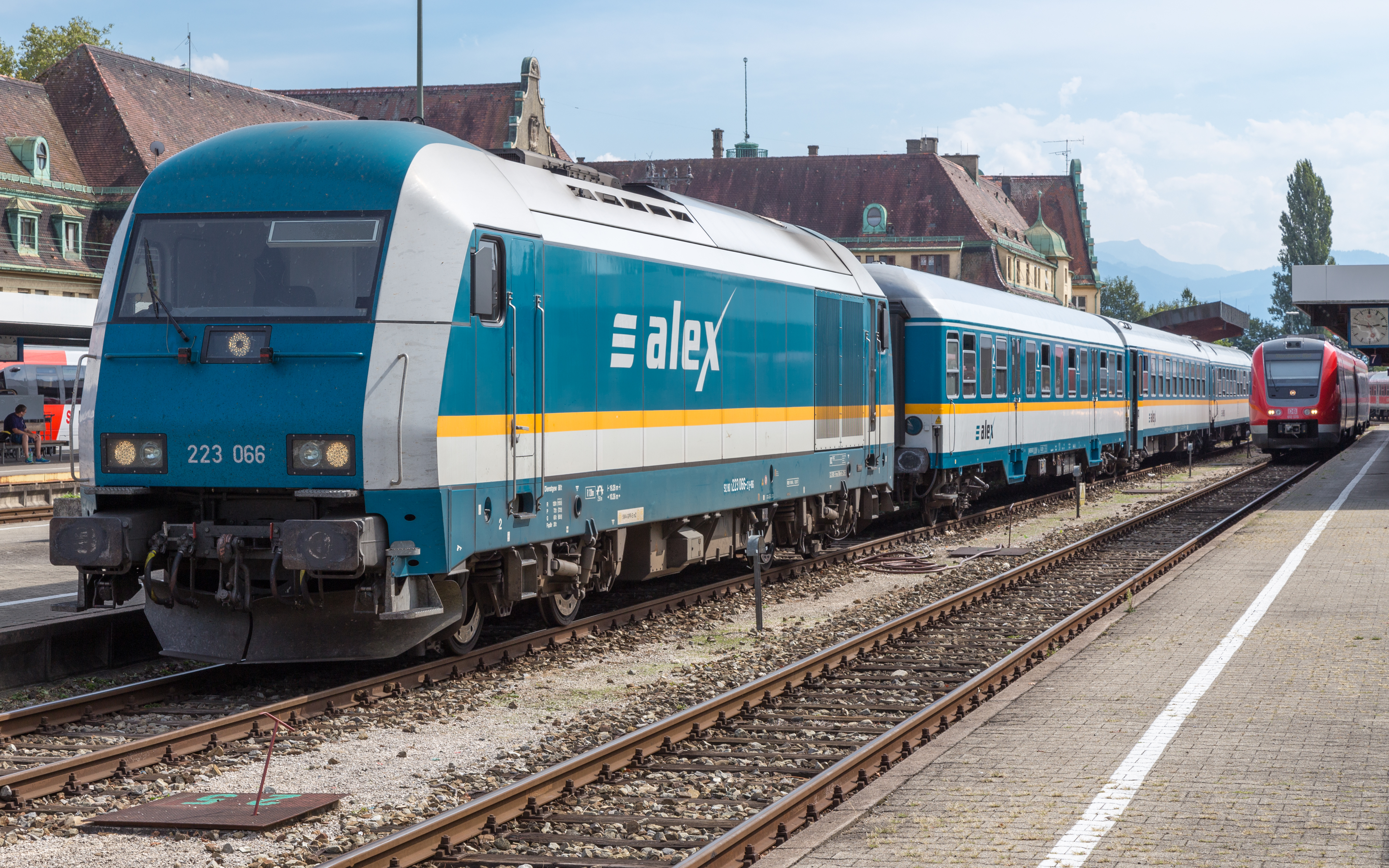
ALEX süd in Lindau (2013)

Im August 2014 wurde bekanntgegeben, dass DB Regio Allgäu-Schwaben die neue Ausschreibung für die Strecken des heutigen Alex Süd gewonnen hat und ab Ende 2020 den Betrieb von München nach Lindau und Oberstdorf von diesem übernimmt, der entsprechend in dieser Region den Betrieb einstellte.
Seit Dezember 2016 hielt morgens ein alex-Zugpaar in Fürstenfeldbruck, wo damals sonst nur Züge der S-Bahn München verkehrten.

#### Ehemals befahrene Bahnstrecken
- Bahnstrecke München–Buchloe
- Bahnstrecke Buchloe–Lindau
- Bahnstrecke Immenstadt–Oberstdorf